# Дальняя Поляна (Новосибирская область)
Дальняя Поляна — посёлок в Колыванском районе Новосибирской области. Входит в состав Пихтовского сельсовета.

## География
Площадь посёлка — 11 гектаров.

## Население
| 2002 | 2007 | 2010 |
| ---- | ---- | ---- |
| 13   | ↘2   | ↘0   |

## Инфраструктура
В посёлке по данным на 2007 год отсутствует социальная инфраструктура.